# Патриархат Венеции
Патриархат Венеции или Архиепархия Венеции (лат. Patriarchatus Venetiarum, итал. Patriarcato di Venezia) — архиепархия-митрополия Римско-католической церкви, входящая в церковную область Тривенето. В настоящее время архиепархией управляет патриарх Франческо Моралья. Почётный патриарх — кардинал Анджело Скола.
Клир епархии включает 392 священника (233 епархиальных и 159 монашествующих священников), 27 диаконов, 228 монахов, 539 монахинь.
Адрес епархии: Castello, n 4264 - 30122 Venezia (VE).

## Территория
В юрисдикцию епархии входят 128 приходов в коммунах области Венеция: все в провинции Венеция.
Приходы объединены в 13 деканатов: Сан Марко-Кастелло, Сан Поло-Санта Кроче-Дорсодуро, Лидо, Каннареджо-Эустарио, Местре, Карпенедо, Фаваро-Альтино, Кастеллана, Маргера, Гамбараре, Эраклея, Йесоло, Каорле.
С 1818 по 1968 год существовал также округ Торчелло, включавший территории упраздненной епархии Торчелло. Он был включён в деканат Эустарио.
Кафедра патриарха находится в городе Венеция в Базилике Святого Марка. Базилика Святого Петра в Кастелло до 1807 года носила статус собора и являлась местопребыванием кафедры патриарха Венеции.
В состав митрополии (церковной провинции) Венеции входят:
- Патриархат Венеции;
  - Епархия Адрия-Ровиго;
  - Епархия Беллуно-Фельтре;
  - Епархия Вероны;
  - Епархия Витторио-Венето;
  - Епархия Виченцы;
  - Епархия Конкордия-Порденоне;
  - Епархия Кьоджи;
  - Епархия Падуи;
  - Епархия Тревизо.

## История
Патриархат Венеции был учрежден 8 октября 1451 года, и является преемником Патриархата Градо, который был основан в 607 году, вследствие раскола в Патриархате Аквилеи (патриархат с 557 года). После преодоления раскола в 699 году Патриархат Градо сохранил независимость и приобрел многочисленные епископства-суффраганства на территории Венеции и Истрии.
В 774 году, развитие города Венеции привело к созданию на её территории епархии Оливоло. В 1074 году кафедра из Оливоло была перенесена в Кастелло. В 1105 году патриархи Градо перенесли свою резиденцию в Венецию и обосновались при церкви Святого Сильвестра.
В 1180 году, после длительных споров с патриархом Аквилеи, патриарх Градо уступил ему юрисдикцию над епархиями Истрии и Венеция-Джулии.
Когда в Средневековье многочисленные городки на побережье и на островах Венецианского залива вошли в состав Венеции, в городе оказалось несколько архиереев, и каждый с собственной юрисдикцией:
- Патриарх Градо, с патриаршей резиденцией при церкви Святого Сильвестра;
- Епископ Кастелло, с кафедрой в Базилике Святого Петра в Кастелло;
- Первый каноник Базилики Святого Марка, капеллы во дворце дожа и государственной церкви Венецианской республики;
- Латинский Патриарх Константинополя; титул, учрежденный после завоевания крестоносцами Константинополя в 1204 году и закрепленный за венецианцами, вернувшимися в родной город после завоевания Константинополя византийцами в 1246 году.

На побережье Венецианского залива находились епархии Торчелло, Кьоджа, Каорле, Эквилио и Гераклеи.
Ряд потрясений, случившихся в XV веке, привели к значительной территориальной реорганизации церковных структур в этой области.
В 1440 году Папа Евгений IV объединил епархию Гераклея и Патриархат Градо. В 1446 году он включил в состав Патриархата Градо епархию Эквилио.
В 1451 году титул упраздненного Патриархата Градо и епархия Кастелло стали основанием для нового Патриархата Венеции, с кафедрой в Базилике Святого Петра в Кастелло. Несмотря на громкий титул, юрисдикция патриархов Венеции вначале была ограничена небольшой территорией, включавшей Венецию и несколько анклавов на материке: Гамбараре, унаследованный от Аббатства Святого Илария, и части упраздненного Патриархата Градо — Градо, Латисана и Компардо (6 приходов к востоку от Конельяно). В патриархат входило всего три епископства-суффраганства: Кьоджа, Торчелло и Каорле (два последних упразднены).
В 1465 году епархия Читтанова, которая с 1448 года находилась под руководством патриархов, снова получила собственного епископа.
В 1466 году в состав патриархата была включена епархия Эквилио.
10 января 1604 года Сенат Венецианской республики запретил клирикам и монашествующим основывать больницы, монастыри, строить церкви и другие культовые сооружения без предварительного разрешения Синьории. 26 марта 1605 года другим законом было запрещено отчуждение недвижимого имущества в пользу Церкви и ограничены полномочия церковного суда. Гражданским судам было позволено разбирать дела духовенства (включая патриарха) в случае совершения ими особо тяжких преступлений. 17 апреля 1606 года Папа Павел V буллой Superioribus mensibus отлучил Сенат от Церкви и наложил интердикт на Венецианскую республику, продлившийся до 21 апреля 1607 года.
В 1751 году, после упразднения Патриархата Аквилеи, Патриархат Венеции остался единственным в регионе.
В 1807 году, после падения Венецианской республики был упразднен титул Первого каноника Базилики Святого Марка, и кафедра Патриархата Венеции была перенесена в этот храм из Базилики Святого Петра в Кастелло, с тех пор носящего статус сокафедрального собора.
1 мая 1818 года впервые границы патриархата были серьёзно расширены. Папа Пий VII буллой De salute dominici gregis передал патриархату территории упраздненных епархий Каорле (3 прихода) и Торчелло (11 приходов). В то же время Градо и Латисана вошли в состав епархии Удине, а Компардо в состав епархии Ченеда (ныне Витторио-Венето). Юрисдикция церковной области (митрополии) Венеции была распространена на все Венецию и Фриули. В состав митрополии вошли епископства-суффраганства Удине, Падуя, Виченца, Верона, Тревизо, Ченеда, Конкордия, Фельтре и Беллуно, Адрия, а также, временно, Читтанова, Каподистрия (Копер), Паренцо (Пореч) и Пола (Пула).
В 1919 году в состав патриархата вошла территория острова Лидо (приход Маламокко), ранее входившая в состав епархии Кьоджа. В 1927 году епархия Тревизо уступила патриархату большую часть округа Мартеллаго с приходами Кириньяго, Местре, Дезе, Фаваро, Тривиньяно, Целарино, Кампальто и Карпенедо, а также приходы Орайго, Борбьяго и Мира.
В 1964 году был упразднен титул латинского патриарха Константинополя.
Кафедра Венеции традиционно занимается кардиналами. С 1827 года и по сей день все патриархи Венеции были кардиналами. Патриарх Венеции также носит исторический титул Примаса Далмации.
В XX веке три патриарха были избраны Папами под именами Пия X, Иоанна XXIII и Иоанна Павла I.

### Обряд
В Патриархате Венеции богослужение ведется по Римскому обряду. До 1596 года в Венеции богослужение велось по Аквилейскому обряду, традиции, унаследованной от патриархата Градо. Данный обряд частично использовался в Базилике Святого Марка в Венеции вплоть до 1807 года при возведении патриархов на кафедру. Одной из особенностей обряда был особый тип полифонического пения, называвшийся «патриаршим пением» или «аквилейским».

### Праздники архиепархии
- 25 апреля. День Святого Марка — патрона города.
- Вознесение Господне. Крестный ход к церкви Святого Николая в Лидо.
- Третье воскресенье июля. День Спасителя. Крестный ход к базилике Святейшего Искупителя.
- 16 августа. День Святого Роха — патрона города.
- 8 сентября. Каждый пятый год День Мадонны делль Анджело (Богоматери Ангелов) в Каорле (следующее торжество ожидается в 2015 году).
- 21 ноября. День Мадонны делла Салюте (Богоматери Целительницы). Крестный ход к Базилике Санта-Мария-делла-Салюте.

### Святые и реликвии архиепархии
За свою долгую и уникальную историю архиепархия Венеции приобрела большое число святынь и мощей святых. Ниже приводится неполный список:
- мощи святого Марка Евангелиста, покоятся в Базилике Святого Марка;
- мощи святого Герарда Сагредо, епископа и мученика, покоятся в Базилике Святого Доната;
- мощи святого Доната, епископа и мученика, покоятся в Базилике Святого Доната в Мурано;
- мощи святого Иоанна Милостивого, патриарха Александрии, покоятся в церкви Святого Иоанна Милостивого;
- мощи святого Лаврентия Джустиниани, покоятся в Базилике Святого Петра в Кастелло;
- мощи святого Роха, покоятся в церкви Святого Роха в Венеции;
- мощи святого Тарасия, покоятся в церкви Святого Захарии;
- мощи святого Захарии, покоятся в церкви Святого Захарии;
- мощи святого Исидора Хиосского, покоятся в капелле Базилики Святого Марка;
- мощи святой Фоски, покоятся в церкви Святой Фоски[итал.];
- мощи святой Люции Сиракузской, покоятся в церкви Святого Иеремии;
- мощи святого Стефана, покоятся в церкви Святого Стефана;
- мощи святого Магна[итал.], епископа Одерцо и Гераклеи, покоятся в церкви Санта Мария Кончетта в Гераклее;
- мощи святой императрицы Елены, матери императора Константина, покоятся в церкви Святой Императрицы Елены в Венеции;
- череп святого Стефана, покоится в соборе Святого Стефана[итал.] в Каорле;
- череп святой Цецилии, покоится в соборе Санта Мария Ассунта в Торчелло;
- частицы мощей святого Николая, покоятся в церкви Святого Николая в Лидо;
- частицы мощей святого Иоанна Крестителя, покоятся в церкви Святого Иоанна в Брагора;
- частицы мощей святого Афанасия Александрийского, сами мощи до 1950 года покоились в церкви Святого Захарии;
- частицы мощей святой Варвары, покоятся в церкви Святого Мартина[итал.] в Бурано;
- икона Богоматери Никопейской, покоится в Базилике Святого Марка в Венеции.

## Ординарии епархии

### Кафедра Оливоло
- Обеларио[итал.] (774 — 802);
- Кристофоро I Дамиата[итал.] (797 — 810);
  - Джованни Дьякон (804) — анти-епископ;
- Кристофоро Танкреди (810 — 813);
- Кристофоро II Дамиата (813);
- Орсо Партечипацио[итал.] (825);
- Маурицио Бусиньяко (или Бусиньяго);
- Доменико I Грандениго;
- Джованни Кандьяно (876);
- Лоренуцо Тименсдеум (880 — 909);
- Доменико II Виллонико (909);
- Доменико III Давид;
- Пьетро Трибуно (929);
- Орсо Магадизио (или д'Arрборе) (938);
- Доменико IV Талонико (945);
- Пьетр Мартурио (или Квинтавалле) (955);
- Грегорио Джорджо (963);
- Марино Кассьянико (966 — 992);
- Доменико V Градениго (992 — 1026);
- Доменико VI Градениго (1026 — 1044);
- Доменико VII Контарини (1044 —1074).

### Кафедра Кастелло
- Энрико Контарини[итал.] (1074 — 15.11.1108);
- Витале I Микьель (1108 — 1120);
- Бонифачо Фальер[итал.] (18.12.1120 — 1131 или 1133);
- Джованни Полани[итал.] (1133 — 1164);
- Витале II Микьель (1164 — 19.01.1182);
- Филиппо Казоло (или Капелло)[итал.] (1182 — 1183 или 1184);
- Марко Николаи[итал.] (1184);
- Марко Микьель[итал.] (1225 — 1235);
- Пьетро Пино[итал.] (1235 — 1255);
- Гвальтьеро Агнусдеи[итал.] (1255 — 1258);
- Томмазо Аримондо[итал.] (1258 — 1260);
- Томмазо Франко[итал.] (1260);
- Бартоломео I Кверини[итал.] (05.04.1274 — 01.03.1291);
- Симеоне Моро[итал.] (1291 — 03.12.1292);
- Бартоломео II Кверини[итал.] (1293 — 10.01.1304) — назначен епископом Тревизо;
- Рамперто Поло[итал.] (20.02.1303 — 1311);
- Галассо Альбертини[итал.] (30.04.1311 — 1311) — избранный епископ;
- Джакомо Альбертини[итал.] (19.06.1311 — 1327);
- Дольфин, Анджело[итал.] (27.05.1328 — 19.08.1336);
- Николо Морозини[итал.] (27.08.1336 — 17.02.1367);
- Паоло Фоскари[итал.] (05.04.1367 — 27.11.1375) — назначен архиепископом Патрассо;
- Джованни Пьячентини[итал.] (27.11.1375 — 1378);
- Николо Морозини[итал.] (1379 — 24.11.1379);
- Анджело Коррер (15.10.1380 — 1.12.1390) — назначен латинским патриархом Константинополя, затем избран Папой под именем Григория XII;
- Джованни Лоредан[итал.] (1390 — 21.11.1390) — назначен епископом Каподистрии;
- Франческо Фальер[итал.] (21.11.1390 — 27.03.1392);
- Леонардо Дольфин[итал.] (29.04.1392 — 27.08.1401) — назначен латинским патриархом Александрии;
- Франческо Бембо[итал.] (27.08.1401 — 06.09.1416);
- Марко Ландо[итал.] (1417);
- Пьетро Дона[итал.] (05.12.1425 — 16.06.1428) — назначен епископом Падуи;
- Франческо Малипьеро[итал.] (16.06.1428 — 12.05.1433) — бенедиктинец, назначен епископом Виченцы;
- Святой Лоренцо Джустиниани (11.05.1433 — 08.10.1451) — назначен патриархом Венеции.

### Кафедра Венеции
- Святой Лоренцо Джустиниани (08.10.1451 — 08.01.1456);
- Маффео Контарини (23.01.1456 — 26.03.1460);
- Андреа Бондимерио[итал.] (27.03.1460 — 04.08.1464) — августинец;
- Джорджо Коррер[итал.] (19.08.1464 — 19.11.1464) — избранный патриарх;
- Джованни Бароцци (07.01.1465 — 02.04.1466);
- Маффео Герарди (30.10.1467 — 14.09.1492) — камальдолиец;
- Томмазо Донато[итал.] (16.09.1492 — 11.11.1504) — доминиканец;
- Антонио Суриан (1504 — 19.05.1508) — картузианец;
- Лодовико Контарини[итал.] (19.05.1508 — 16.11.1508);
- Антонио Контарини[итал.] (17.11.1508 — 07.10.1524);
- Джероламо Кверини[итал.] (21.10.1524 — 19.08.1554);
- Пьетро Франческо Контарини[итал.] (21.08.1554 — 24.12.1555);
- Винченцо Дьедо[итал.] (25.11.1556 — 08.10.1559);
- Джованни Тревизан[итал.] (1560 — 05.08.1590) — бенедиктинец;
- Лоренцо Приули[итал.] (07.01.1591 — 21.01.1600);
- Маттео Цане[итал.] (28.01.1600 — 25.07.1605);
- Франческо Вендрамин[итал.] (30.07.1605 — 07.10.1619);
- Джованни Тьеполо (20.11.1619 — 07.05.1631);
- Федерико Бальдиссера Бартоломео Корнаро[итал.] (06.11.1631 — 28.04.1644);
- Джанфранческо Морозини[итал.] (03.04.1644 — 05.08.1678);
- Альвизе Сагредо[итал.] (11.08.1678 — 12.09.1688);
- Джованни Альберто Бадоаро[итал.] (27.09.1688 — 07.06.1706) — назначен архиепископом (персональный титул) Брешии;
- Пьетро Барбариго[итал.] (21.06.1706 — 01.05.1725);
- Марко Градениго[итал.] (05.05.1725 — 14.11.1734);
- Франческо Антонио Коррер[итал.] (01.12.1734 — 17.05.1741) — капуцин;
- Альвизе Фоскари[итал.] (03.07.1741 — 28.10.1758);
- Джованни Брагадин[итал.] (27.11.1758 — 23.12.1775);
- Федерико Мария Джованелли[итал.] (20.05.1776 — 10.01.1800);
- кардинал Людовико Фланджини Джованелли (23.12.1801 — 29.02.1804);
  - Sede vacante (1804—1807);
- Никола Саверио Гамбони[итал.] (24.08.1807 — 21.10.1808);
  - Sede vacante (1808—1811/1816);
  - Стефано Бонсиньори[итал.] (1811—1813) — анти-патриарх, назначен Наполеоном Бонапартом;
  - Sede vacante (1808/1813 — 1816);
- Франческо Милези[итал.] (23.09.1816 — 18.09.1819);
- Иоганн Ладислаус Пиркер (2.10.1820 — 9.04.1827) — цистерцианец, назначен архиепископом Эгера;
- кардинал Джакомо Монико (9.04.1827 — 25.04.1851);
- Джованни Пьетро Аурелио Мутти[итал.] (15.03.1852 — 9.04.1857) — бенедиктинец;
- Анджело Рамаццотти[итал.] (15.03.1858 — 24.09.1861);
- кардинал Джузеппе Луиджи Тревизанато (7.04.1862 — 28.04.1877);
- кардинал Доменико Агостини (22.06.1877 — 31.12.1891);
- кардинал Святой Джузеппе Мелькьорре Сарто (15.06.1896 — 4.08.1903) — избран Папой под именем Пия X;
- кардинал Аристиде Каваллари (13.03.1904 — 24.11.1914);
- кардинал Пьетро Ла Фонтэн (5.03.1915 — 9.07.1935);
- кардинал Адеодато Джованни Пьяцца (16.12.1935 — 1.10.1948) — босой кармелит;
- Карло Агостини (5.02.1949 — 28.12.1952);
- кардинал Блаженный Анджело Джузеппе Ронкалли (15.01.1953 — 28.10.1958) — избран Папой под именем Иоанна XXIII;
- кардинал Джованни Урбани (11.11.1958 — 17.09.1969);
- кардинал Альбино Лучани (15.12.1970 — 26.08.1978) — избран Папой под именем Иоанна Павла I;
- кардинал Марко Че (7.12.1978 — 5.01.2002);
- кардинал Анджело Скола (5.01.2002 — 28.06.2011) — назначен архиепископом Милана;
- патриарх Франческо Моралья (с 31 января 2012 года — по настоящее время).

## Статистика
На конец 2012 года из 376 399 человек, проживающих на территории епархии, католиками являлись 348 922 человек, что соответствует 92,7 % от общего числа населения епархии.
| год  | население | население | население | священники | священники        | священники         | священники                           | постоянные диаконы | монахи  | монахи  | приходы |
| год  | католики  | всего     | %         | всего      | белое духовенство | черное духовенство | число католиков на одного священника | постоянные диаконы | мужчины | женщины | приходы |
| ---- | --------- | --------- | --------- | ---------- | ----------------- | ------------------ | ------------------------------------ | ------------------ | ------- | ------- | ------- |
| 1950 | 376.200   | 382.316   | 98,4      | 486        | 230               | 256                | 774                                  |                    | 666     | 2.875   | 74      |
| 1969 | 430.000   | 432.915   | 99,3      | 602        | 281               | 321                | 714                                  |                    | 351     | 1.680   | 121     |
| 1980 | 451.000   | 465.000   | 97,0      | 556        | 258               | 298                | 811                                  |                    | 428     | 1.450   | 126     |
| 1990 | 419.200   | 437.500   | 95,8      | 504        | 241               | 263                | 831                                  | 12                 | 373     | 1.323   | 128     |
| 2000 | 368.157   | 373.560   | 98,6      | 394        | 225               | 169                | 934                                  | 29                 | 239     | 879     | 128     |
| 2001 | 366.292   | 371.870   | 98,5      | 392        | 216               | 176                | 934                                  | 25                 | 247     | 819     | 128     |
| 2002 | 365.030   | 370.558   | 98,5      | 390        | 214               | 176                | 935                                  | 23                 | 239     | 790     | 128     |
| 2003 | 362.814   | 368.339   | 98,5      | 394        | 219               | 175                | 920                                  | 23                 | 233     | 763     | 128     |
| 2004 | 365.332   | 370.895   | 98,5      | 392        | 226               | 166                | 931                                  | 31                 | 227     | 736     | 128     |
| 2012 | 348,922   | 376,399   | 92.7      | 392        | 233               | 159                | 890                                  | 27                 | 228     | 539     | 128     |